# Un patriote irlandais
Pour plus de détails, voir Fiche technique et Distribution.
Un patriote irlandais (Arrah-na-Pogue) est un film américain sorti en 1912, réalisé durant l'été 1911 par Sidney Olcott avec lui-même, Jack J. Clark et Gene Gauntier dans les rôles principaux. C'est une adaptation d'une pièce de Dion Boucicault.

## Fiche technique
- Autre titre : Shaun the Post
- Réalisation : Sidney Olcott
- Scénario : Gene Gauntier d'après la pièce homonyme de Dion Boucicault Arrah-na-Pogue
- Production : Kalem
- Directeur de la photo : George K. Hollister
- Décors : Allen Farnham
- Musique : Walter Cleveland Simons
- Longueur : 3000 pieds, 3 bobines
- Date de sortie :  France 12 avril 1912 (Paris)
- Distribution :

## Distribution
- Gene Gauntier : Arrah-na-Pogue
- Robert G. Vignola : Feeney
- Sidney Olcott : Shaun the Post
- Agnes Mapes : Fanny Powers
- Jack J. Clark : Beamish McCoul
- Arthur Donaldson : O'Grady
- JP McGowan : Secretary of State
- Anna Clark

## Anecdotes
Le film a été tourné en Irlande durant l'été 1911. A Beaufort, comté de Kerry, petit village à l'ouest de Killarney où Olcott a installé sa troupe baptisée par les journaux professionnels les O'Kalem. Autre lieu de tournage : le château de Flesk à Dromhumper, Killarney.
Arrah-na-Pogue est le deuxième trois-bobines tourné par Olcott. C'est aussi la deuxième adaptation d'une pièce de théâtre de Dion Boucicault par Sidney Olcott.
Arrah-na-Pogue est une expression irlandaise qui signifie "Annah du baiser", en référence au baiser qu'une jeune fille donne à son frère de lait, un patriote condamné à mort, lui passant ainsi un papier contenant un plan pour son évasion.
Kalem a engagé le compositeur Walter Cleveland Simons pour créer une musique spéciale au piano, vendue aux propriétaires de salle de cinéma.
Le film est considéré comme perdu.